# Maud Molyneux
Maud Molyneux (27. März 1948 in Le Mans – 16. September 2008 in Paris), auch Louella Intérim oder Dora Forbes, war eine französische Schauspielerin, Kolumnistin und Kostümbildnerin.

## Leben
Sie wuchs, geboren als Marc Raynal in einen männlichen Körper, in bürgerlichen Verhältnissen auf und besuchte die Privatschule École Alsacienne in Paris. Anschließend studierte sie Literatur an der Sorbonne.
Sie war Mitglied der autonomen LGBT-Aktivistengruppe Front homosexuel d’action révolutionnaire, die 1971 gegründet wurde. 1972 begründete sie gemeinsam mit anderen Trans-Frauen und Transvestiten die Splittergruppe Gazolines. Als auch diese Gruppe sich auflöste, widmete sie sich der Mode und arbeitete unter anderem mit der Modedesignerin Adeline André zusammen.
In den 1970er und 1980er Jahren wurde sie bekannt für ihre Kolumnen in der Zeitschrift Façade und Libération, die unter verschiedenen Namen erschienen: als Louella Intérim schrieb sie eine Kolumne zu Film, als Maud Molyneux zu Mode und als Dora Forbes zu Literatur. Zur gleichen Zeit war sie als Schauspielerin tätig. Später, in den 1990er und 2000er Jahren, entwarf sie die Kostüme für mehrere Filme, die meisten davon unter der Regie von Pascal Thomas.
Sie war transgender und ihr Auftreten spielte mit Geschlechternormen in Kleidung und Sprache. Sie sprach von sich selbst in männlicher Form, wollte von anderen aber in weiblicher Form angesprochen werden.
Im Alter von 60 Jahren wurde sie tot in ihrer Wohnung in Paris aufgefunden.

## Filmografie

### Als Schauspielerin
- 1976: Tam Tam
- 1976: Mélodrame
- 1981: Cinématon #119
- 1985: La Nuit porte-jarretelles
- 1987: Jeux d'artifices

### Als Kostümbildnerin
- 1999: La Dilettante
- 2001: Kinder haften für ihre Eltern (Mercredi, folle journée !)
- 2004: Quand je serai star
- 2005: Mon petit doigt m'a dit...
- 2006: Le Grand Appartement
- 2008: Je vous hais petites filles (Kurzfilm)